# Duduk
Duduk („die oder das duduk“, armenisch դուդուկ), in Armenien seltener auch ziranapogh (armenisch ծիրանափող, tsiɾɑnɑˈpʰoʁ, „Aprikosenrohr“) ist ein Holzblasinstrument mit einem extrem großen Doppelrohrblatt, das bis zu zehn Zentimeter lang und bis zu drei Zentimeter breit ist. Sie gilt als armenisches Nationalinstrument und ist auch als „armenische Flöte“ bekannt (nicht zu verwechseln mit der armenischen Flöte blul). 

## Herkunft und Verbreitung
Die armenische duduk gehört zu den zylindrischen Doppelrohrblattinstrumenten (Kurzoboen), die vom Balkan bis nach Ostasien verbreitet sind. Die Ursprünge dieser Blasinstrumente können in Armenien bis in die Zeit des Königs Tigranes II. (reg. 95–55 v. Chr.) zurückverfolgt werden. Die einfache Form des Instruments hat sich durch die Jahrhunderte nur gering verändert.
Die duduk ist im Nachbarland Georgien unter dem Namen duduki bekannt. Zwei duduki spielen dort in der städtischen Tanz- und Unterhaltungsmusik üblicherweise mit einer Zylindertrommel doli zusammen. In der Türkei heißt das Instrument mey, bei den Kurden dûdûk, in Aserbaidschan und im Iran balaban. Es wird dort aus anderen Hölzern, zum Beispiel aus Olivenholz gefertigt. Die mey kann im Klang schärfer als die armenische duduk sein, der Klang ähnelt etwa einem Krummhorn. Geografisch entfernte Verwandte sind die chinesische guan, die japanische hichiriki und die in Korea gespielte piri.
Duduk ist ein lautmalerisches Wort ohne bestimmbare Herkunft in mehreren Turksprachen. Es kommt in derselben oder in abgewandelter Form in einigen Sprachen Osteuropas und Westasiens vor und bezeichnet die unterschiedlichen Blasinstrumente: Pfeifen, Flöten, Rohrblattinstrumente und Sackpfeifen. Verwandt sind armenisch tutak, aserbaidschanisch tutek, tschuwaschisch tutut, türkisch düdük und georgisch duduki. Türkisch düdük kann für Blasinstrumente allgemein stehen. Serbisch duduk heißt „Pfeife“, „Flöte“. Die Beziehung zum slawischen Wortstamm dud- ist thematisch naheliegend, aber sprachlich nicht gesichert. Hiervon abgeleitet sind deutsch dudel, dudeln (ab Mitte 17. Jahrhundert im Deutschen dudei und Dudelsack),  ungarisch duda, tschechisch im Plural dudy und russisch dudka.

## Bauform

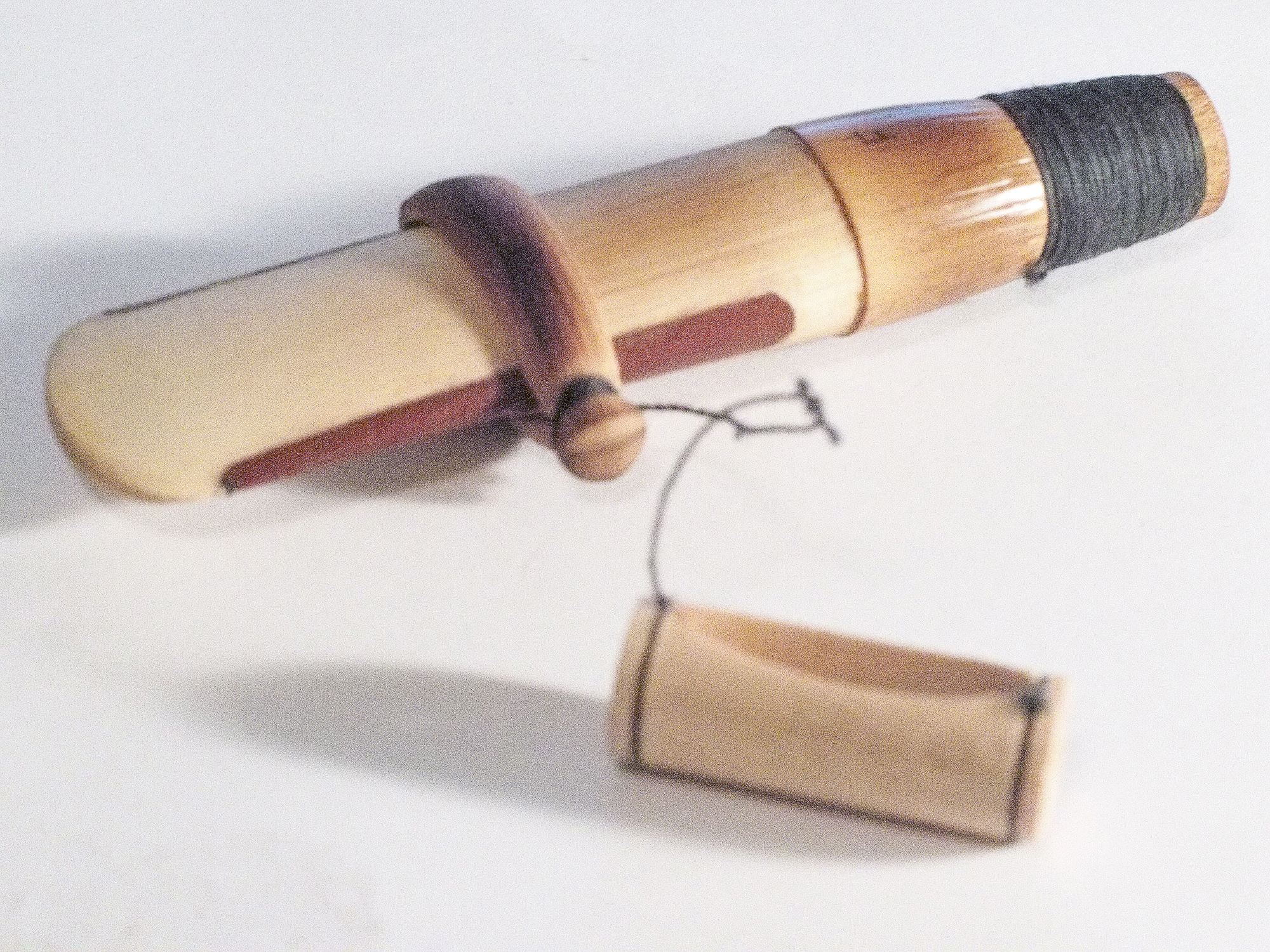
Mundstück

Das Instrument ist ohne Rohrblatt je nach Grundton etwa 25 bis 40 Zentimeter lang. Es besitzt sieben bis acht vorderständige Grifflöcher und ein rückwärtiges Daumenloch. Das verwendete Holz ist in der Regel Aprikosenholz, das Rohrblatt (ghamisch oder yegheg) wird aus einem Schilfrohrabschnitt bevorzugt vom Ufer des Aras gefertigt. Der Tonumfang beträgt bei sieben vorderständigen Grifflöchern eine None und bei acht vorderständigen Grifflöchern eine Dezime.

## Spielweise

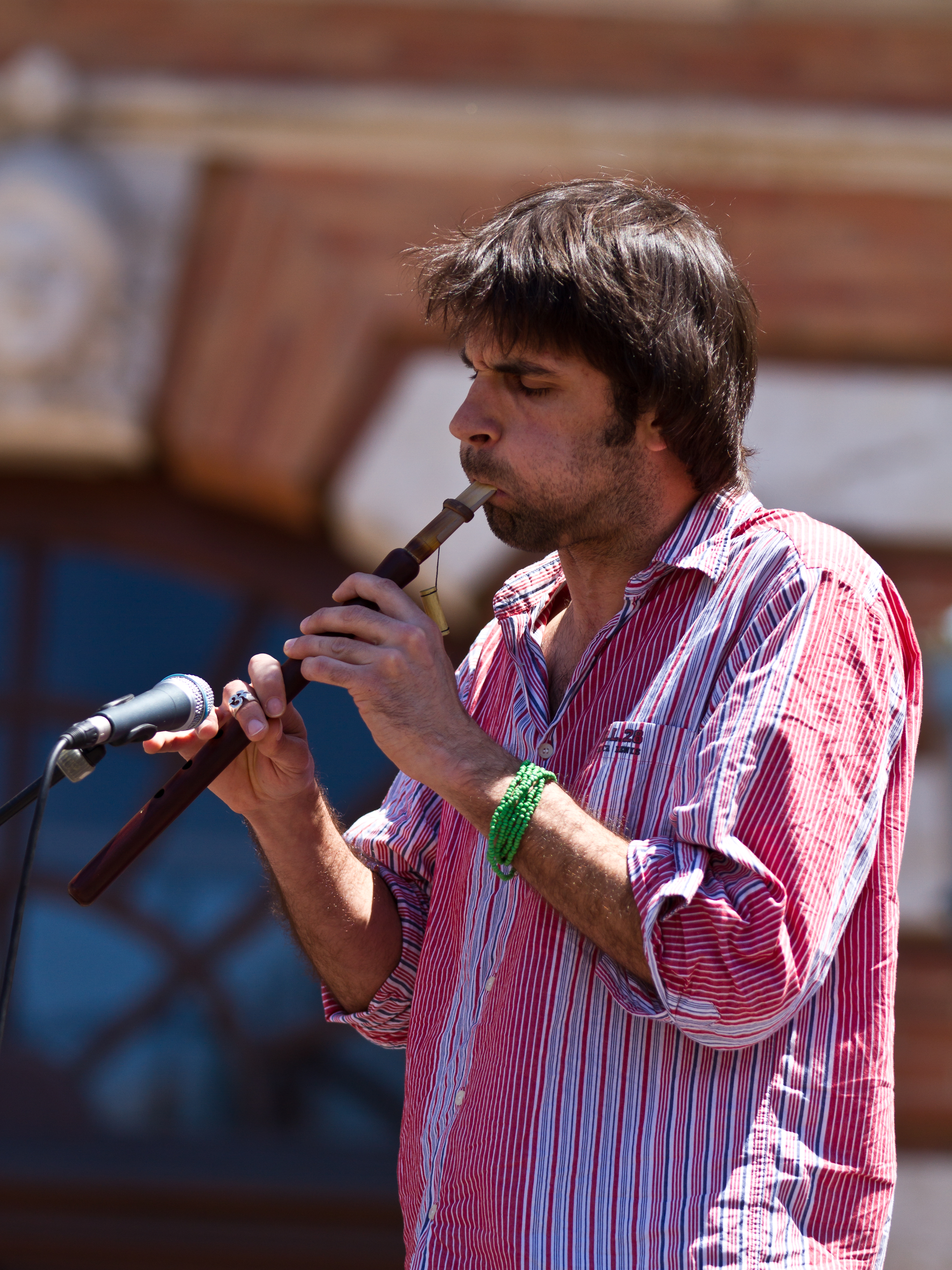
Der Dudukspieler Sevan Arevian beim Festival Forom des langues du monde in Toulouse, 2013

Die duduk klingt, abhängig von der Baulänge einschließlich Mundstück, im Verhältnis zu ihrer Größe überraschend tief: Der unterste Ton liegt meist zwischen dem eingestrichenen c und dem kleinen g. Das Überblasen – zylindrisch gebohrte Rohrblattinstrumente überblasen das erste Mal in die Duodezime – ist normalerweise nicht vorgesehen. Der Ton ist für ein Doppelrohrblattinstrument sehr weich, ähnelt dem Klang einer Klarinette in tiefer Lage und ist durch das mit den Lippen direkt angespielte Rohrblatt recht variabel. Üblich ist das Spiel mit Zirkularatmung.
Die armenische duduk wird wie die meisten asiatischen Doppelrohrblattinstrumente paarweise gespielt. Ein Instrument hält einen Bordunton (duduk dam), das andere wird als Melodieinstrument eingesetzt. Eine weitere, tiefer gestimmte duduk kann eine Basslinie ergänzen. Ihr samtiger Klang in Verbindung mit den für die armenische Musik typischen Melismen löst oft Assoziationen von Melancholie und Trauer aus, was man vielleicht auch mit der durch die Jahrtausende immer wieder von Verfolgung und Vertreibung geprägten leidvollen Geschichte der Armenier in Zusammenhang bringen kann.
Die duduk ist ein wichtiges Element in vielen Filmmusiken seit dem späten 20. Jahrhundert, insbesondere bei Filmen, die in einem kulturellen Sinn im Orient spielen, wie z. B. Das Russland-Haus mit Sean Connery aus dem Jahr 1990. Teilweise wird das Instrument auch in Filmen mit Szenarien in Westeuropa oder den Vereinigten Staaten eingesetzt, etwa im Film Ronin mit Robert De Niro und Jean Reno. Der verantwortliche Filmkomponist Elia Cmíral bekam hierbei von Regisseur John Frankenheimer für die Komposition die Schlagwörter „sadness, loneliness and heroism“. 
Der international bekannteste Duduk-Spieler war Dschiwan Gasparjan (1928–2021). Ein weiterer armenischer Duduk-Spieler ist Geworg Dabaghjan (* 1965).

## UNESCO-Kulturerbe
Im Jahr 2005 wurde das Spiel der duduk von der UNESCO auf Antrag Armeniens als „Meisterwerk des mündlichen und immateriellen Erbes“ anerkannt und 2008 in die Liste des immateriellen Kulturerbes der Menschheit aufgenommen. Die UNESCO stellte fest, dass es 1996 in Armenien 236 Musikschulen gab, an denen duduk-Unterricht erteilt wurde, 2005 waren es nur noch 165 Musikschulen.

## Namensgleiche Flöte
Die duduk ist in Bulgarien eine seltene Kernspaltflöte der Hirten mit einer ein- oder dreiteiligen Holzröhre, die in Nordwestbulgarien, wo sie einst beliebt war, praktisch verschwunden ist. Mit der duduk wurden schnelle Reigenlieder im ²⁄₄-Takt, vorwiegend aus Sechzehntelnoten bestehend ausgeführt.